# Rytíř Willibald aneb Zlatý pohár
Rytíř Willibald aneb Zlatý pohár (v německém originále Ritter Willibald oder Das goldene Gefäß) je romantický singspiel o dvou dějstvích českoněmeckého skladatele Ferdinanda Kauera na libreto Karla Friedricha Henslera. Její premiéru uvedlo 13. června 1793 vídeňské divadlo Theater in der Leopoldstadt.

## Vznik, charakteristika a historie
Autorem textu Rytíře Willibalda byl německý dramatik a později divadelní ředitel Karl Friedrich Hensler (1759–1825). Rodák z Württemberska po studiích práva přesídlil roku 1784 do Vídně, kde se připravoval na kariéru v habsburské diplomacii, avšak současně psal pro divadlo. Úspěch jeho činohry Voják z Chersonu (Der Soldat von Cherson) roku 1785 přiměl ředitele Divadla v Leopoldstadtu Carla von Marinelliho nabídnout Henslerovi v divadle stálé angažmá. Hensler napsal pro toto divadlo mnoho kusů až do roku 1803, kdy vedení leopoldstadtského divadla po Marinelliho smrti převzal. Psal díla různých žánrů, ale největší úspěch měly tzv. rytířské hry, dramaticky volně strukturované hry s často podstatnou hudební a taneční složkou odehrávající se ve fiktivním středověku, v nichž vystupovali chrabří rytíři, krásné princezny a nejrůznější nadpřirozené bytosti a které lákaly diváky výpravou a rozmanitými divadelními efekty. První z nich, jejíž úspěch pronikl i mimo domovské divadlo, byl právě Rytíř Willibald z roku 1793, jehož děj sleduje vzor o málo starší a velmi populární Mozartovy a Schikanederovy Kouzelné fétny.
Hudbu k Rytíři Willibaldovi napsal skladatel Ferdinand Kauer. Ten zřejmě zahájil svou hudební kariéru v Divadle v Leopoldstadtu již při jeho založení roku 1781, působil jako první houslista a kapelník a přinejmenším od roku 1782 jako skladatel. I pro něho byl Rytíř Willibald prvním významnějším úspěchem. Následně spolupracoval s Henslerem na řadě dalších děl, často vícedílných, jako byla série činoher Pěstní právo v Durynsku (Das Faustrecht in Thüringen, 1796/97) a celoevropsky úspěšná série zpěvoher Vodní žínka z Dunaje (Das Donauweibchen, 1798/1803).

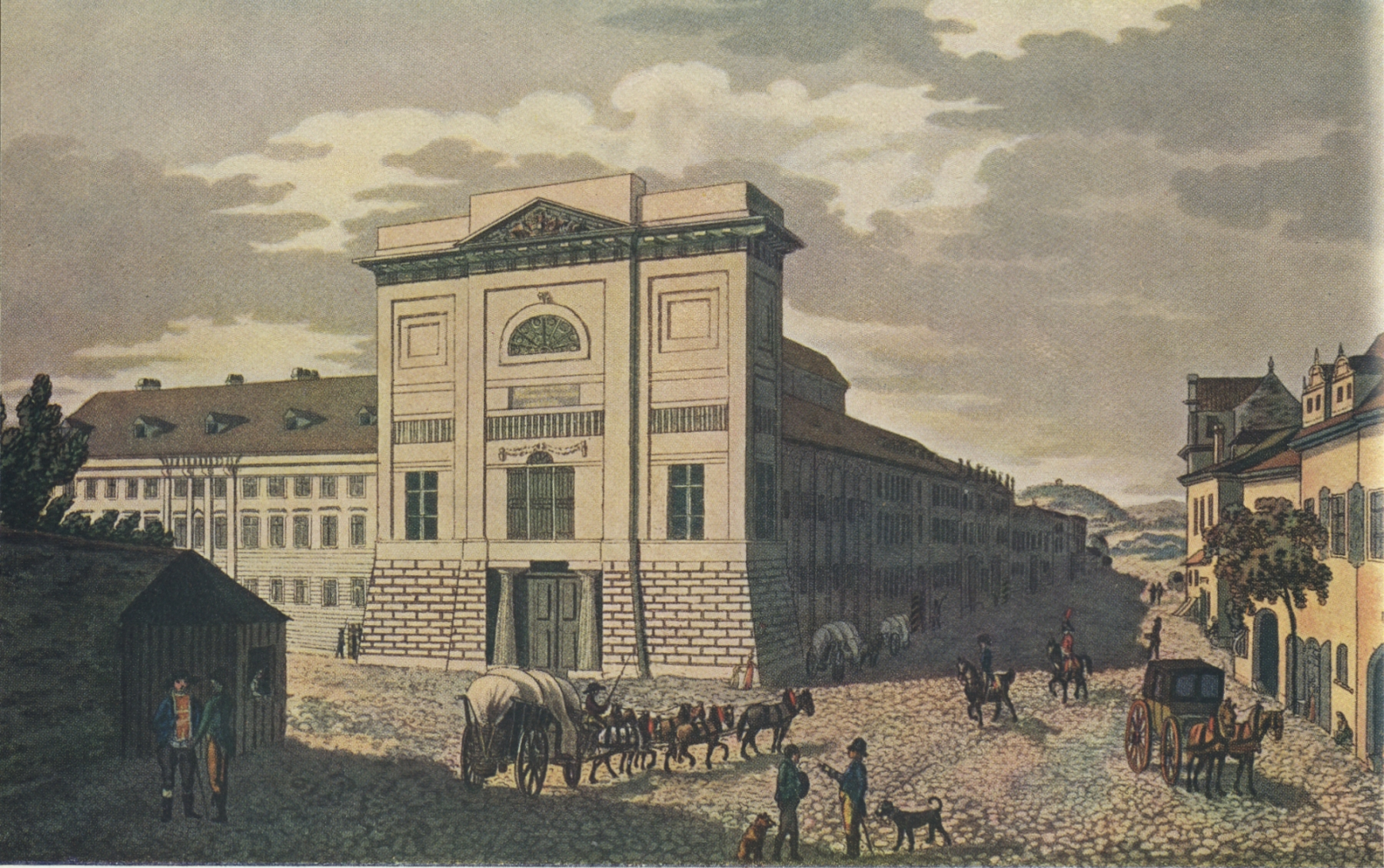
Dům u Hybernů, v němž sídlilo Vlastenské divadlo v době pražské premiéry Rytíře Willibalda, kresba Ludvíka E. Buquoye z roku 1820

Dne 7. listopadu 1795 uvedlo Rytíře Willibalda Vlastenské divadlo v Praze, tehdy působící v domě U Hybernů pod vedením Antona Gramse. Mezi představiteli zaujali nejvíce představitel starého rytíře Rodmuse Prokop Jan Haklík, představitelé komického páru Murliho a Berthy Václav Svoboda a Veronika Mildeová a představitel dozorce Therona Vincenc Tuček; matněji dopadl titulní rytíř v podání Josepha Petriviho a údajně špatně zpívala i hrála představitelka jeho nevěsty princezny Elviry, slečna Fuchsová. O úspěchu inscenace zpravuje brněnský časopis Allgemeines europäisches Journal: „Určit obsah této opery je obtížné, protože to je jen zmatek. Obsahuje tolik proměn, propadů, čarování, změn dekorací, že si člověk ani nemůže odkašlat bez nebezpečí, že mu ujde nějaký létající vůz nebo propadnutí kulis. Pan Grams na ničem nešetřil, aby tento chaos pokud možno vyšperkoval novými kostýmy a dekoracemi. Hudba dělá panu Kauerovi čest, každý znalec ji chválí, jen bychom si přáli, aby se v některých áriích vyjádřila kratčeji.“ Týž časopis také zpravuje, že při druhé repríze 11. listopadu 1795 byly do textu zařazeny dvě dodatečné árie pro Václava Svobodu (Murliho), totiž Das laß ich wohl bleiben, daß ich mir verliebe a Ach pochet ihr Männer auf Treue nur nicht, k nimž text napsal Carl Rosenau (=Karl Franz Guolfinger von Steinsberg; kdo napsal hudbu, není známo). Ty se velmi líbily, protože je však Guolfinger nedal předem předložil cenzuře, musel je Svoboda při další repríze vynechat, za což byl vypískán; po povolení byly opět zařazeny. I tak měla tato opera v Praze veliký ohlas, jen do konce měsíce listopadu se hrála desetkrát. Představení 29. listopadu 1795 bylo také prvním provedením v češtině, a to v překladu Václava Tháma.
O úspěchu Gramsovy inscenace svědčí rovněž skutečnost, že v roce 1797 zařadil Rytíře Willibalda na repertoár Nosticova divadla tehdejší ředitel Karl Franz Guolfinger von Steinsberg. Rytíř Willibald se objevuje rovněž na seznamu her, které hrála (německy) divadelní společnost Václava Tháma a Václava Svobody roku 1799 v Liberci.

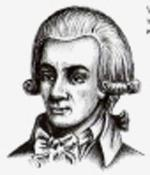
Překladatel Rytíře Willibalda do češtiny Václav Thám

Několik textů českých překladů árií vydal Thám roku 1799 ve své knize  Zpěvy z nejvýbornějších zpěvoher českých – totiž Murliho árie Ten zbrojnoš, jenž si cestu zmát (= Ein Knappe, der vom Weg verirrt), Idiny písně Zmužile a s jasnou tváří (= Sey beherzt! hab frohen Muth), dueta Murliho a Berthy Kde najdeme toho muže (= Wo ist der Mann), Theronovy árie Přijde sem lecjaký čtverák (= Da kommt ein jeder Schuft daher), Murliho dodatečné árie Já říkám upřímně, čert je do té lásky (= Das laß ich wohl bleiben, daß ch mir verliebe) a Jen vy milí muži ženy netupte (= Ach pochet ihr Männer auf Treue nur nicht), Theronovy árie Všechny všudy holčičky (= Alle Mädchen sind), Berthiny árie Vším ti má být posloužíno (= Mit Speiß und mit dem besten Wein) a Theronovy árie s trpaslíky Zdaž ste se již naučili (= Habt ihr alles wohl studiert).
O uvádění Rytíře Willibalda na jiných místech je málo zpráv. Dne 24. listopadu 1798 se tato opera hrála ve velkovévodském divadle ve Výmaru (vedeném tehdy J. W. Goethem), zřejmě bez úspěchu, protože nebyla reprízována. N. V. Kosanjaková se domnívá, že může být totožný s operou Ritter Tulipan, kterou hrálo 13. dubna a 6. května 1806 německé divadlo ve Lvově.

## Postavy

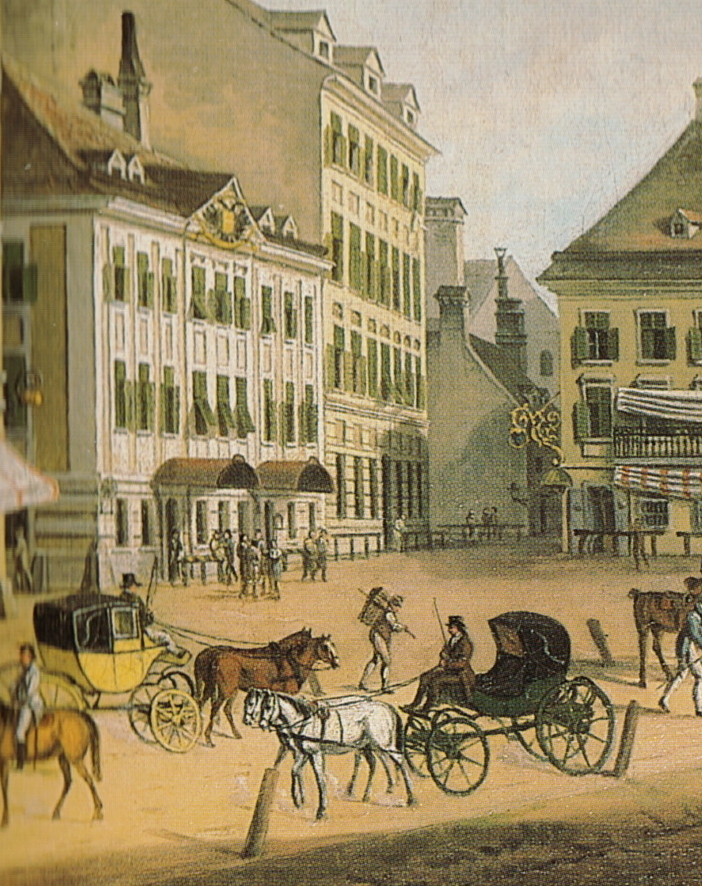
Divadlo v Leopoldstadtu, kde měl Rytíř Willibald premiéru (malba Franze Schreyera z roku 1825)

- Rodmus, obyvatel osamělého hradu, starý rytíř proslulý čarodějnickým uměním
- Hallo, jeho tovaryš
- Rytíř Willibald, dobrodruh
- Murli, jeho zbrojnoš
- Královna Bellanda
- Princezna Elvire
- Arabella, Narzissa a Armida, šlechtičny
- Bertha, Blanda a Zilla, komorné
- Ida, obyvatelka posvátné jeskyně
- Theron, opatrovatel kouzelného ptáka
- Mnoho rytířů a panošů
- Trpaslíci
- Kyklopové[13]

## Děj opery

### 1. dějství
(1. obraz – Lesní krajina, v pozadí hrad s vytaženým padacím mostem, svítání) Princezna Elvire s družinou dvorních dam a komorných přinášejí v košících květiny hradnímu pánovi, starému rytíři Rodmusovi, který se vyzná v čarách a kouzlech. Všechny si přejí již nebýt pannami (introdukce Laßt uns zu dem weisen Mann). Když Rodmus vyjde, vysvětlují mu, že jsou všechny od dvora královny Bellandy. Ta před devíti lety ztratila manžela a odpřisáhla, že se ona i všechny ženy na jejím dvoře zdrží lásky, dokud se nenajde prostředek, jak by král opět oživl. V nitru blízké hory se nacházejí kyklopové a kují zlatý pohár, který má obsahovat balzám nesmrtelnosti. Jenže už řada chrabrých rytířů přišla o život, když se ho pokoušeli získat. A královna bdí nad cudností svých děv velmi přísně, přičemž jí k tomu pomáhá kouzelný papoušek kakadu a jeho strážce Theron. Rodmus uznává jejich starosti a daruje jim zlaté klasy, které dokáží „rozohnit mužská srdce k nebezpečným podnikům“ (árie Glück dem Menschen, dem die Liebe a sbor Pflücket die Ähren).
Když odejdou, objeví se zbrojnoš Murli. Pošel mu osel, a v důsledku toho ztratil svého pána, rytíře Willibalda (kavatina Ein Knappe, der vom Weg verirrt). Ve svém vaku hledá proviant, který dostal v posledním herberku, ale z vaku vyskočí děvčátko Ida – kouzelná strážkyně posvátné jeskyně. Ta vypráví Murlimu o královnině slibu a přesvědčuje ho, aby dobyl zlatý pohár. Daruje mu jako pomocníka strážného ducha Biribenkera, zavřeného ve sklenici, a slibuje mu hezké děvče za manželku, pokud uspěje (árie Sey beherzt! hab frohen Muth). Murli se sice do hrdinských činů nehrne, ale Biribenker přičaruje hudbu a přivede Berthu, jednu z komorných princezny Elviry. Ta Murliho ihned svádí a zbrojnoš se nedá dlouho prosit; tančí spolu (taneční árie Wo ist der Mann?).
Když odtančí, objeví se rytíř Willibald. Je na cestě za dobrodružstvím, kam ho vede proroctví zapsané na medailonu s portrétem krásné dívky, jeho budoucí nevěsty. Sleduje věštbu dorazil ke hradu se zlatými klasy. Hallo, Radmusův společník, ho odmítá vpustit dovnitř, ale zvěstuje mu, že musí splnit jistý těžký úkol, po němž získá milovanou dívku a navíc nesmrtelnost. Willibald se hotoví k hrdinskému činu (árie Nut Tapferrkeit ist eine Tugend). Murli najde konečně svého pána a raduje se, ale vymlouvá Willibaldovi jeho záměr jít na hrad královny Bellandy. Objeví se Ida a odvádí Willibalda za Elvirou, která má být odměnou za jeho statečnost. Murli se utěšuje, že on není rytířem, a proto od něj chrabrost nikdo nemůže očekávat. Tu se z Rodmusova hradu vyhrnou trpaslíci a ozbrojení duchové a pasují vzpouzejícího se Murliho na rytíře (sbor Hurrah! Hurrah!).

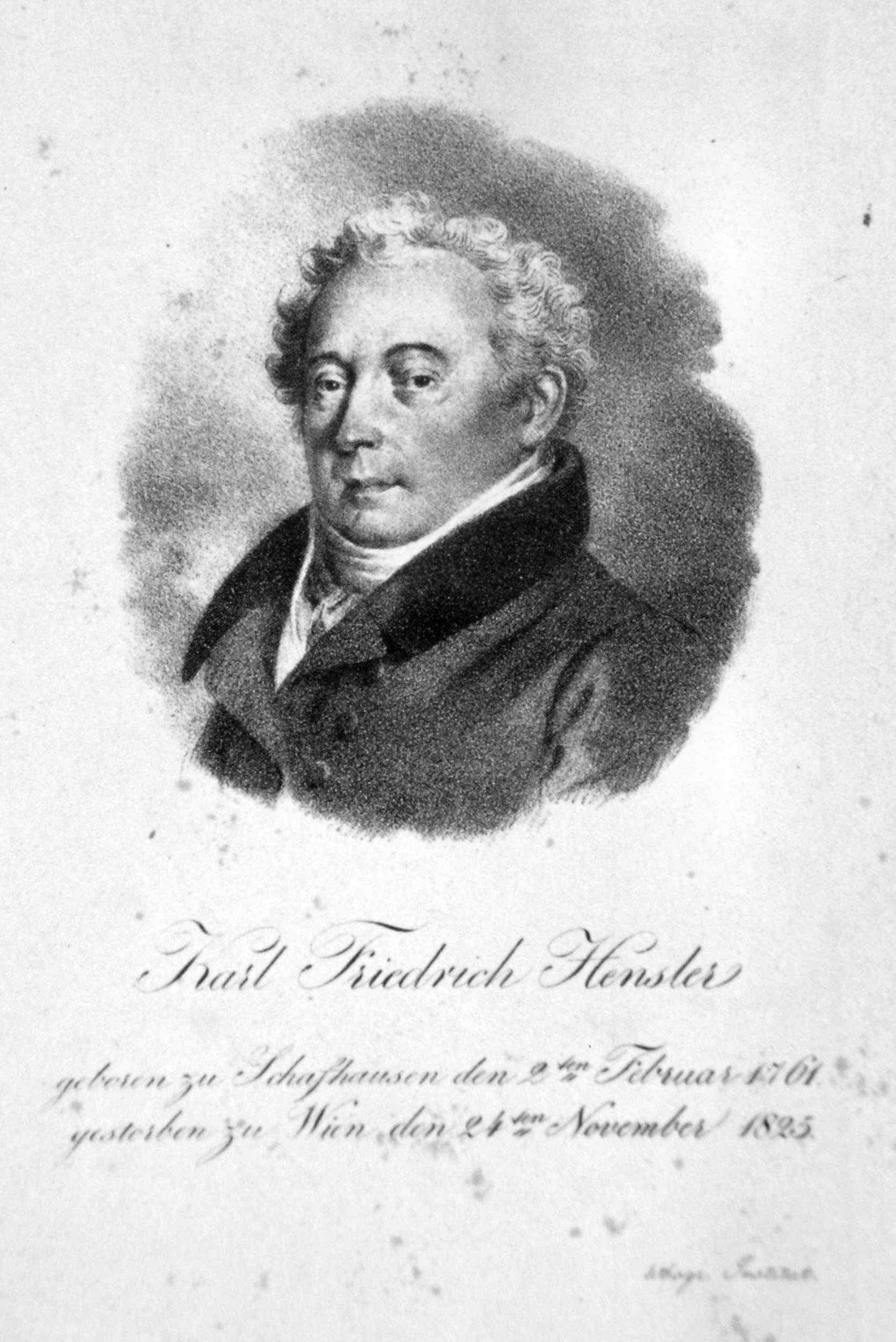
Libretista Karl Friedrich Hensler, litografie Josefa Lanzedelliho st. z doby kolem roku 1820

(2. obraz – Stříbrně a zlatě štukované grotto s korály a mušlemi) Ženy na hradě královny Bellandy, včetně Elviry a Berthy, si stěžují, že nemohou najít v okolí žádného muže, aby mu mohly darovat zlaté klasy, natož něco navíc. Kakadu však ví, že Bertha mluvila s Murlim, a krákorá, že je zamilována, což znamená trest od královny. Bertha ptáku – ke zděšení všech ostatních žen – zašije zobák. Vtrhne Theron a ptá se, co se děje. Kakadu naříká a ženy zapírají a hledají, jak utéci Theronově a královnině hněvu. Vstoupí Murli. Dívky ho prosí o pomoc a Murli s pomocí svého génia promění Therona ve velkého papouška v kleci (sextet Habt ihr das Gelübd' gebrochen?). Takto Therona najde královna, rozčílí se a běží hledat provinilkyně. Objeví se Ida a osvobodí Therona z klece. Theron laje Murlimu (árie Da kommt ein jeder Schuft daher).
(3. obraz – Libý kouzelný háj se vstupem do posvátné jeskyně) Elvire se setkala s Willibaldem a nyní se Berthě svěřuje, jak je zamilována – kéž by ji královna zprostila přísahy (recitativ a árie Schon schlägt mein Herz ihm mächtiger entgegen … Was ist wohl Liebe). Bertha souhlasí, že každé děvče potřebuje mužského (árie Heute lieb', wer lieben will). Willibald vypráví Elviře, že hodlá vydobýt zlatý pohár, a odvádí ji stranou do růžového podloubí, kde jejich tête-à-tête před zvědavými zraky skryje Ida oblakem (duet Laß in deinem holden Blicke).
Královna přichází s Theronem, který jí vypráví, jak dívky týraly nebohého papouška. Z křoví uslyší Wiillibalda vdychat Elviřino jméno, ale když Ida rozfouká oblak, vidí královna jen spícího Willibalda a hned k němu pojme žádost. Současně však přísahá pomstu každé, která zradila svou přísahu cudnosti, a odchází s Theronem. Dvorní dámy a komorné se přiblíží a i ony roztouženě vzdychají nad krásou spícího Wiillibalda. Pak se chtějí odplížit, ale Murli je kouzlem přiměje zůstat.
Přichází Elvire, již pronásleduje královna s vytasenou dýkou a chce ji zabít – spíše ze žárlivosti než za porušení slibu. Zarazí se, když uvidí Willibalda; ten se probudí v podobě starce a Rodmus ho odvede do posvátné jeskyně. Pak Rodmus zadrží královninu ruku a tvrdí, že kýženou lásku ženám přivede a přísahy je může zprostit jedině zlatý pohár. Královna a ostatní ženy přesvědčují Murliho, aby ho šel získat, ale Rodmus jim vysvětluje, že zlatý pohár dobude jedině Willibald. Tu se jeskyně propadne a objeví se Willibald ve stříbrném brnění na přepychovém voze obklopený rytíři, panoši a dámami. Všichni vyprovázejí Willibalda – a jeho zbrojnoše Murliho – do boje o zlatý pohár (finále Ihr Töchter holder Phantasey … Leise – leise wollen wir … Es lebe der Ritter, der tapfere Mann).

### 2. dějství
(1. obraz – Zlatá komnata na hradě královny Bellandy) Murli si přišel pro Berthu. Theron se mu v tom pokouší bránit, ale s pomocí Biribenkera ho Murli donutí tancovat (tercet Ja! – Nein! – Ja! so muß es sein). Když milenci utečou, může si Theron odpočinout a láteří na ženy, které jsou všechny nevěrné (árie Alle Mädchen sind).
Královna je trudnomyslná. Dospěla k názoru, že její přísaha nebožtíku muži byla unáhlená. Objevuje se však Rodmus a varuje ji před porušením slova daného bohům. Připomíná jí, že dnes je deváté výročí královy smrti a že by měla jako vždy navštívit jeho hrob (árie Werdet ihr noch zaudern können). Královna svolává své dvorní dámy a vyráží na cestu.
Murli se před odchodem na hrdinskou výpravu ještě chce řádně nasytit a Bertha ho odvádí do hradní kuchyně s bohatou nabídkou (árie Mit Speise und dem besten Wein).
(2. obraz – Prostranství mezi vysokou skálou a bílou mramorovou věží, v pozadí moře) Hallo přivádí dvorní dámy a komorné a ukazuje jim mramorovou věž bez oken a dveří, kam dala královna uvěznit Elviru. Na protější skále se objeví Willibald hledající Elviru, ale mezi nimi zeje hluboká propast. Na Idin pokyn věž zmizí a je vidět Elviru připoutanou k protější skále. Princezna a rytíř si zoufají, že se nedostanou, a dvorní dámy se je snaží utěšovat (kánon Ach! welch ein Abgrund zu meinen Füssen). Tu se skály zřítí, z trosek se vynoří Elvira a Willibald a dvorní dámy je odvádějí.
Avšak již je tu královna a zuří. Její stráže přivádějí zpět Willibalda. Královna mu dává vybrat: buď bude jejím milencem, nebo musí donést zlatý pohár. Willibald se rozhoduje pro druhou možnost (árie královny Es zu hohlen, sollst du gehen). Willibald se vydává na cestu s nadějí, že tím získá Elviru (recitativ a árie Elvire mir entrissen? … Könnte ich sie bald erblicken).
(3. obraz – Komnata na královském hradě) Murli hoduje. Přichází Wiillibald a vyzývá ho, aby ho následoval na výpravu pro zlatý pohár. Murlimu se nechce. Objeví se Ida, ponouká ho k témuž a dává mu stříbrňák, který má hodit do moře, aby získal pomoc bohů. Ale teprve Bertha Murliho přesvědčí svým argumentem, že bez zlatého poháru se nemůže stát jeho ženou (duet Die Miene sagt, du bist mir gut).
Ida odvádí Elviru před královniným hněvem do posvátné jeskyně. Elvire je malomyslná a má obavy (árie Wie die Rose halb entblättert), ale Ida jí dodává naděje (árie Ja, liebliches Mädchen! bald wirst du ihn sehn).
Královna si přála rozptýlení, a tak Theron přivádí trpaslíky, aby jí zahráli na miniaturní nástroje („berchtolsgadenská“ árie Habt ihr Alles wohl studiert).
(4. obraz – Mořská krajina před královským hradem s hrůznými skalisky) Murli hází stříbrňák do moře a duchové mu slibují ochranu. Přepadnou ho ale Theron s trpaslíky a kus skály s Murlim spadne do moře. Přichází Willibald a Bertha žaluje na Therona, že zabil jejího milého a rytířova věrného zbrojnoše. Theron to potvrzuje a navíc odvleče Berthu. Willibald se se sebevražedným úmyslem vrhne do moře, ale Ida jeho i Murliho zachrání. Skály s rachotem spadnou a odhalí vstup do sluje, jíž stráží dvě saně soptící oheň a z níž se vyrojí duchové, divá zvěř a nestvůry. Willibald a Murli s nimi bojují a porazí je. Ukáže se vnitřek jeskyně, kde kyklopové kují zlato. Willibald a Murli si od nich vyzvednou zlatý pohár s balzámem nesmrtelnosti (finále, 1. část: sbor duchů Dein – dein – dein, scéna Lasset uns den Felß besteigen, Willibaldův recitativ Elvire! ohne dich kann ich nich leben, scéna boje Sollte wohl an diesem Orte a sbor kyklopů Holla! Zyklopen – zur Arbeit frisch auf).
(5. obraz – Posvátný palmový háj s královskou hrobkou) Královna se svou družinou utíká před pomstou bohů za porušenou přísahu k manželově hrobce. Murli jí přináší zlatý pohár, jejž královna položí na piedestal náhrobku. Ten se propadne a scéna se změní v nádherný rytířský sál. Král vstal z mrtvých a i s královnou se stali nesmrtelnými. Král dává Willibaldovi Elviru za ženu a všichni prosí bohy o nesmrtelnost pro ty vladaře, kteří se zasvětili činění dobra a péči o blaho poddaných (finále, 2. část: scéna Wie rett' ich mich a sbor Unsterblichkeit ist eure Gabe).